# Resolució 2246 del Consell de Seguretat de les Nacions Unides
La Resolució 2246 del Consell de Seguretat de les Nacions Unides fou adoptada per unanimitat el 10 de novembre de 2015. El Consell va renovar l'autorització que havia concedit als països i organitzacions regionals l'any 2008 per combatre la pirateria a la costa de Somàlia durant un any més.

## Contingut
Gràcies als esforços conjunts dels països, les organitzacions i el sector marítim, el nombre de segrestos des de 2011 havia disminuït constantment. La pirateria i el robatori, però, eren una amenaça per a l'enviament d'ajuda humanitària a Somàlia. Era important perseguir els pirates i els seus clients. Sovint es eren alliberats, cosa que minava la lluita contra la pirateria.
Aquesta batalla va ser realitzada per EU NAVFOR, Operació Ocean Shield de l'OTAN, International Combined Task Force 151 i la Unió Africana. També van treballar juntament amb Somàlia per enfortir el sistema de justícia d'aquest país i establir una policia costanera. El Consell va lloar els esforços de Kenya, Maurici, Tanzània i les Seychelles per portar pirates als seus tribunals nacionals.
Es va demanar als països i organitzacions regionals que poguessin fer-ho, continuar participant en la lluita contra la pirateria, cooperar per jutjar pirates i compartir informació entre ells. L'autorització que van rebre per a això en les resolucions 1846 i 1851 de 2008 es va ampliar dotze mesos.